# Aubrey (píseň, Bread)
„Aubrey“ je píseň, kterou napsal David Gates, frontman skupiny Bread. Píseň vyšla na albu Guitar Man v roce 1972. Singl vydržel 11 týdnů v Billboard Hot 100 na 15 pozici.